# キャロットラペ

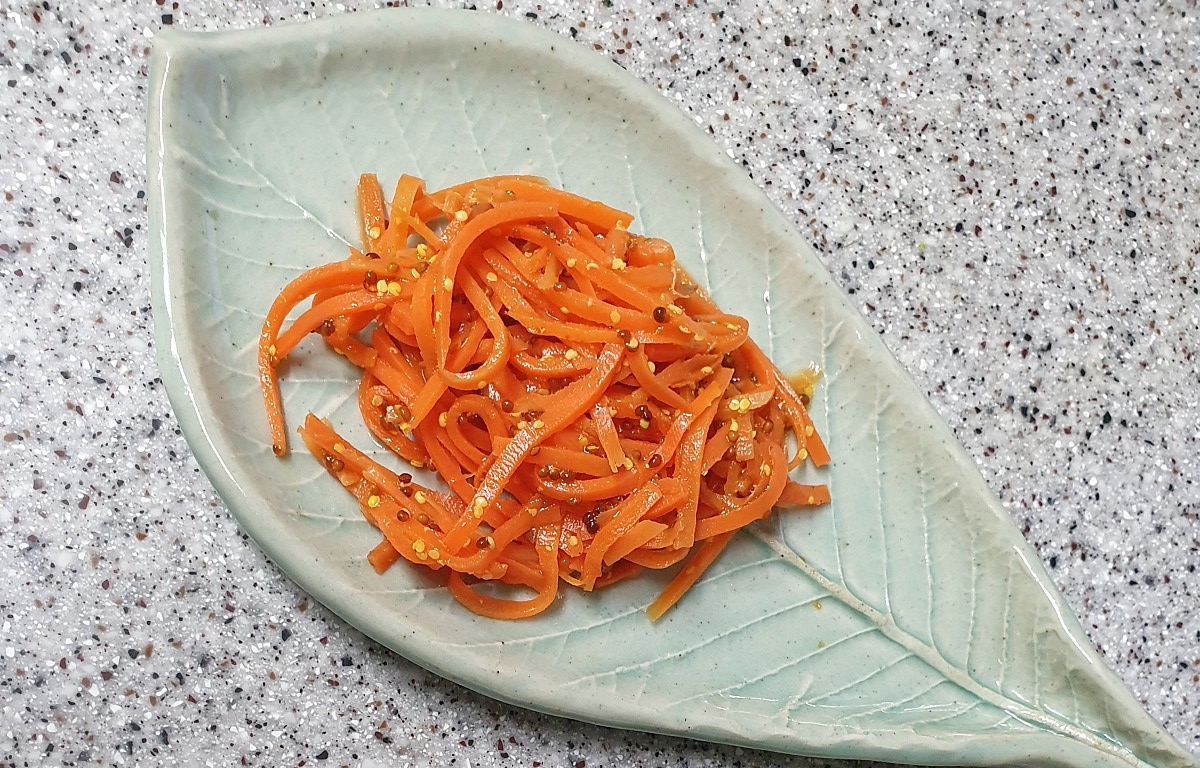

キャロットラペ（carottes râpées、salade de carottes râpées ）とは、フランスのニンジンを用いたサラダである。ニンジンラペと呼ばれることもある。

## 名称
フランス語の「salade」は「サラダ」を意味する言葉であり、「de 」は英語の”of”に相当し、「〜の」という意味である。また「carottes 」は、「ニンジン」を意味する名詞「carotte 」の複数形であり、「râpées 」 「すりおろす」の意味で女性複数形過去分詞である。したがって、仏語の 「salade de carottes râpées 」は、「すりおろしたにんじんサラダ」を意味する。

## 作り方
ニンジンを塩で軽く漬け置き、オリーブオイルやマスタード、ディジョンマスタード、塩、コショウ、レモン汁、砂糖、みじん切りのハーブ（パセリやタラゴン、チャービルなど）と一緒に和える。